# Петсекундно правило
Петсекундно правило е широко разпростанено вярване, че ако храна падне на замърсено място тя няма да се замърси за определен период от време и ще остане годна за ядене. Разпространено е в стотици варианти като времето варира от 3 секунди до 5 минути.
Явлението е било предмет на изследване на няколко проучвания. В един от епизодите на Ловци на митове се установява, че максималното време, за което човекът трябва да вдигне храната от земята без да бъде замърсена с микроби е 1.5 секунди.